# Pleromelloida bonuscula
Pleromelloida bonuscula là một loài bướm đêm trong họ Noctuidae.